# Обиколка на Белгия
Обиколката на Белгия (на нидерландски: Ronde van België; на френски: Tour de Belgique) е международно колоездачно състезание, провеждано ежегодно на територията на Белгия от 1908 насам (с прекъсвания през 1982 – 1983, 1987, 1991 – 2001).